# JQuery UI
jQuery UI はインタラクティブなWebサイトを開発するために使用される、jQueryをベースにしたJavaScriptのライブラリである。マウスベースのインタラクションやアニメーション、テーマを適用可能なDialogやDatepickerといったウィジェットが提供される。2007年9月に jquery.com 上にあるJohn Resigのブログにてリリースが発表された。2021年10月、メンテナンスモードへ移行が発表された。
なお、jQuery UIは MIT Licenseであり、フリーかつオープンソースである。

## 概要
jQuery UI は以下に示す機能が提供されており、これらは機能ごとに分割してダウンロードする事ができる。これによりファイル サイズの削減が行うことができ、サードパーティがテーマを提供することも可能にする。例えば jQUIT Builder では Windows 8 Style UIを模したテーマを提供している。

### インタラクション
マウスベースの対話性を実現するために使用される。
- Draggable - 各要素に対するドラッグ機能を実現する。
- Droppable - ドラッグと共に使用され要素のドロップをできるようにする。
- Resizable - 要素のリサイズを実現する。
- Selectable - 複数要素を選択できるようにする。
- Sortable - 要素のソートを行えるようにする。

### ウィジェット
ウィジェットはWebサイト利用者が目に触れるコントロールである。全てのウィジェットはテーマを提供することができる。
- Accordion - アコーディオン コンテナである。
- Autocomplete - ユーザの入力に応じ候補を表示する。Menuウィジェットと共に使用する。
- Button - チェック ボックスやラジオ ボタンを含めたボタンを提供する。
- Datepicker - 日付を選択する事ができるカレンダーであり テキストボックス等に値を戻すことができる。
- Dialog - タイトルバーとコンテンツエリア、ボタンから構成されるダイアログボックスを提供する。Buttonウィジェットと共に使用する。
- Menu - ネストされたメニューを提供する。
- Progressbar - 処理の進捗状態を表示するために使用する。
- Slider - 指定した範囲の値を取得できる。
- Spinner - 数値の上下を入力するために使用する。Buttonウィジェットと共に使用する。
- Tabs - ブラウザのタブなどにみられるようなタブを要素に追加する。Buttonウィジェットと共に使用する。
- Tooltip - ツールチップを表示する。

### エフェクト
jQueryで提供されるEffectsの上位機能である。要素が表示される際にアニメーション効果が定義されている。
- Color Animation - ある色から別の色に変化させる。
- Toggle Class, Add Class, Remove Class, Switch Class - スタイルを別のスタイルに変化させる。
- Effect - さまざまなエフェクトを定義する(Blind, Fade, Slide等)。
- Toggle - エフェクトの実行を切り替える。
- Hide, Show - 以上のエフェクト使用する。

### ユーティリティ
- Position - ある要素の位置に対し相対的な位置を決定する。

## サンプル
```
<
script
 
type
=
"text/javascript"
>

	
// #draggableをドラッグできるようにする。

	
$
(
function
 
()
 
{

		
$
(
"#draggable"
).
draggable
();

	
});

<
/script>

```

```
<
div
 
id
=
"draggable"
 
style 
=
 
"width: 150px; height: 150px; padding: 0.5em;"
 
class
=
"ui-widget-content"
>

 
<
p
>
ドラッグしてください
</
p
>

</
div
>

```

"draggable"をIDに持つ、divのドラッグ操作をできるようにする。

## リリース履歴
jQuery UI は2007年9月17日にリリースされた。
| リリース日     | バージョン番号 | jQuery バージョン番号 | 備考         |
| -------------- | -------------- | --------------------- | ------------ |
|                |                |                       | 初回リリース |
| 2008年6月8日   | 1.5            |                       |              |
| 2009年4月16日  | 1.6            | 1.2.6                 |              |
| 2009年3月3日   | 1.7            | 1.3.2+                |              |
| 2010年3月18日  | 1.8            | 1.3.2+                |              |
| 2011年1月19日  | 1.8.9          | 1.3.2+                |              |
| 2011年2月22日  | 1.8.10         | 1.3.2+                |              |
| 2011年3月15日  | 1.8.11         | 1.3.2+                |              |
| 2011年4月13日  | 1.8.12         | 1.3.2+                |              |
| 2011年5月12日  | 1.8.13         | 1.3.2+                |              |
| 2011年6月17日  | 1.8.14         | 1.3.2+                |              |
| 2011年8月1日   | 1.8.15         | 1.3.2+                |              |
| 2011年8月15日  | 1.8.16         | 1.3.2+                |              |
| 2012年1月10日  | 1.8.17         | 1.3.2+                |              |
| 2012年2月20日  | 1.8.18         | 1.3.2+                |              |
| 2012年4月16日  | 1.8.19         | 1.3.2+                |              |
| 2012年4月30日  | 1.8.20         | 1.3.2+                |              |
| 2012年6月5日   | 1.8.21         | 1.3.2+                |              |
| 2012年7月24日  | 1.8.22         | 1.3.2+                |              |
| 2012年8月15日  | 1.8.23         | 1.3.2+                |              |
| 2012年9月28日  | 1.8.24         | 1.3.2+                |              |
| 2012年10月08日 | 1.9.0          | 1.6+                  |              |
| 2012年10月25日 | 1.9.1          | 1.6+                  |              |
| 2012年11月23日 | 1.9.2          | 1.6+                  |              |
| 2014年1月17日  | 1.10.4         | 1.6+                  |              |
| 2021年10月7日  | 1.13.0         | 1.8+                  |              |
| 2022年7月14日  | 1.13.2         | 1.8+                  |              |